# 徳川秀忠の妻
『徳川秀忠の妻』（とくがわひでただのつま）は、フジテレビ系『おんなの劇場』枠で1969年10月31日から12月5日まで、毎週金曜日21:30～22:26に放送された連続テレビドラマである。カラー作品。全6回。

## 概要
『おんなの劇場』第7作。時代の波に翻弄された浅井三姉妹を、三女のお江を主人公に描いた初めての歴史ドラマ。
相前後して『戦国艶物語』（朝日放送）、『竹千代と母』（日本テレビ）が放送され、戦国時代を舞台にした女性時代劇の競作となった。

## 物語
小谷落城の後、佐治一成の妻となったお江は平穏な日々を送っていた。一応天下は平定され、夫は戦場に出ることもなく2人の女児にも恵まれた。長姉の茶々は豊臣秀吉の側室となり、淀城を賜っていたが、ある日突然秀吉の子鶴松の機嫌をうかがうようにとお江に呼び出しがかかる。参着したお江に向かって秀吉は、佐治のもとへ帰ることは許さぬと告げた。困惑するお江に、やがて佐治が城に火を放ち、子供たちを道連れに自刃して果てたとの知らせが届く。悲しみに打ちひしがれるお江に秀吉は、甥の秀勝と婚礼を挙げるよう厳命した。

## キャスト
- お江：岡田茉莉子
- 徳川秀忠：山口崇
- 淀君：小山明子
- お初：稲野和子
- 豊臣秀吉：花沢徳衛
- 豊臣秀勝：若林豪
- 豊臣秀次：川辺久造
- 佐治一成：栗塚旭
- お市：三田登喜子
- 徳川家康：尾上九朗右衛門
- 豊臣秀頼：松山省二（松山政路）
- 千姫：珠めぐみ
- 少女期の千姫：上原ゆかり
- お福：瞳麗香（瞳麗子）
- 島田正吾
- 原泉
- 榊ひろみ
- 玉川伊佐男
- 三島耕
- 中井啓輔
- 上田みゆき
- ナレーター：杉村春子

## スタッフ
- 原作：吉屋信子
- 脚本：野上龍雄、田坂啓、国弘威雄
- 演出：荒井岱志